# Danzón
Danzón era la danza ufficiale di Cuba, ma non aveva una forma musicale specifica. Come per l'habanera, il danzón deriva dalla contradanza. All'inizio la contradanza aveva origini inglesi e fu portata a Cuba dai coloni francesi che scappavano dalla rivoluzione haitiana del 1790. A Cuba questi balli vennero influenzati dai ritmi e dalle danze africane. Divennero quindi una fusione tra influenze europee e africane.

## Storia
Il danzón si sviluppa nella seconda metà del XIX secolo ed è stato importante nello sviluppo della musica cubana fino ai giorni nostri. Il precursore del danzón è stata la contradanza e l'habanera, che sono forme di danza cubana creole. Il danzón fu sviluppato, secondo un punto di vista, da Manuel Saumell o da Miguel Faílde in Matanzas.

### Danzón, primo passo
La contradanza, la danza e l'habanera sono danze sequenziali, nelle quali tutti i ballerini eseguono insieme un insieme di figure. La prima volta che fu usato il termine danzón fu nel 1850. Il quotidiano de L'Avana, El Triunfo, fece una descrizione del primo danzón.
"Si tratta di una danza coordinata composta da una serie di figure eseguite da un gruppo di ballerini. Questi tengono un capo di un nastro colorato e trasportano archi coperti di fiori. Il gruppo attorciglia e intreccia i natri per creare piacevoli immagini.
Questa descrizione può essere corroborata da altre testimonianze, come, ad esempio, un turista che nel 1854 notò che i neri cubani "fanno una specie di danza con le corone, a cui l'intera compagnia prende parte, in mezzo agli innumerevoli intrecci artistici". Questo stile di danzón era eseguito durante il carnevale da gruppi di neri: in questo modo è descritto prima del 1870.
La cosa interessante è che il primo danzón di Faílde fu creato con una sequenza di figure. Lo stesso Faílde disse:
"A Matanzas in questo periodo c'è un tipo di danza per venti coppie che portano archi e fiori. È una danza ricca di figure e i movimenti sono adatti al ritmo dell'habanera, che abbiamo assunto per il danzón."

### Danzón, secondo passo
Il danzón creato da Miguel Faílde nel 1879 (Las Alturas de Simpson), comincia con una introduzione (quattro battute) e un paseo (quattro battute), che sono ripetute e seguite da una melodia di sedici battute. L'introduzione e il paseo sono ripetuti nuovamente prima della seconda parte della melodia. I ballerini non devono ballare durante queste battute: scelgono il partner, passeggiano sulla pista da ballo, e cominciano a danzare nello stesso momento: il quarto tempo della quarta battuta del paseo, che ha un ritmo preciso, difficile da "perdere". Quando l'introduzione è ripetuta i ballerini si fermano, parlano, flirtano, salutano gli amici, quindi ricominciano, quando il paseo sta finendo.

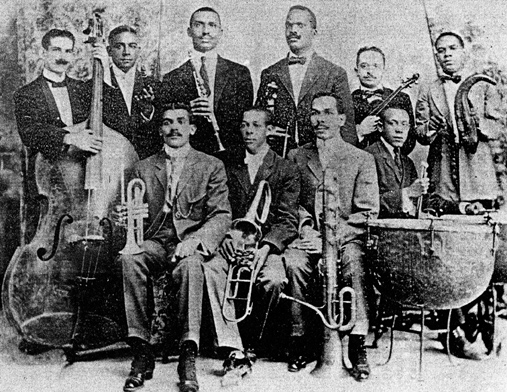
Orquesta Enrique Peña
Peña seduto a sinistra, Barreto (violino) e Urfé (clarinetto)

Il primo danzón era suonato da un gruppo chiamato orquesta típicas, che era basata sugli strumenti a fiato. C'erano parecchi ottoni (corno, trombone, oficleide), un clarinetto o due, un violino o due, e i timpani. All'inizio del XX secolo, emerse il suono più leggero ed elegante della charanga. Inizialmente erano piccole orchestre formate da due violini, un cello, un flauto, timbales, güiro e contrabbasso.
La Charanga e l'orquesta tipica furono in competizione per anni, ma dopo gli anni trenta fu chiaro che l'orquesta tipica aveva perso. Nel 1898 fu incluso per la prima volta il pianoforte nella charanga. Nelle mani di Antonio María Romeu un piano divenne uno standard. La sua flessibilità musicale, la sua abilità di influenzare sia la melodia che il ritmo, lo resero indispensabile. Nel 1926, nel suo arrangiamento di Tres lindas cubanas, Romeu incorporò un assolo di piano. La sua charanga fu la migliore di Cuba per diversi anni.

### Danzón: lo scandalo
Come era successo per le altre danze caraibiche e latino-americane, quando fece la sua comparsa il danzón fu considerato scandaloso, specialmente quando cominciò a diffondersi in tutte le classi sociali. Il ritmo lento permetteva ai ballerini di ballare vicini, con movimenti sinuosi del bacino e baricentro basso. De Céspedes fece un'indagine sulla prostituzione a L'Avana e dedicò un intero capitolo del suo rapporto per denunciare la danza, e il danzón in particolare. Gli articoli nei giornali e nei settimanali parlavano di questo tema:
"Poiché io amo il mio Paese, mi fa dispiacere veder ballare il danzón durante le feste di persone rispettabili."
"Raccomandiamo di bandire la danza e il danzón, poiché sono vestigi dell'Africa e dovrebbero essere sostituite dalle danze europee come la quadriglia e la rigaudon."
Apparentemente il danzón, che successivamente divenne un ballo insipido per coppie anziane, fu il primo ballo con "movimenti osceni" delle anche ballato dai giovani, in coppie chiuse, con i corpi vicini e ballerini che potevano essere di razze diverse.
"Prima c'era la danza, quindi arriva il danzón... la prossima sarà la rumba e alla fine balleremo tutti il ñáñigo!"
Dunque, dietro la preoccupazione per la musica e la danza c'era la preoccupazione per il degrado morale e la mescolanza delle razze. Come spesso accade, le critiche non servirono a nulla. Il danzón divenne presto popolare e fu la musica predominante a Cuba fino all'arrivo del son negli anni venti.

### L'arrivo del son
Nel 1910, circa trent'anni dopo l'entrata in scena di Faílde, José Urfé aggiunse un montuno come parte finale della sua canzone El Bombín de Barretto. Questa parte richiamava lo swing e consisteva una frase musicale ripetuta. Questo è stato il primo cambiamento del danzón verso il son (questi tipi di cambiamento sono frequenti nella musica cubana). A causa della popolarità del son negli anni venti e trenta, Aniceto Diaz in Rompiendo la rutina del 1929, aggiunse una vocale e creò un nuovo genere: il danzonete.

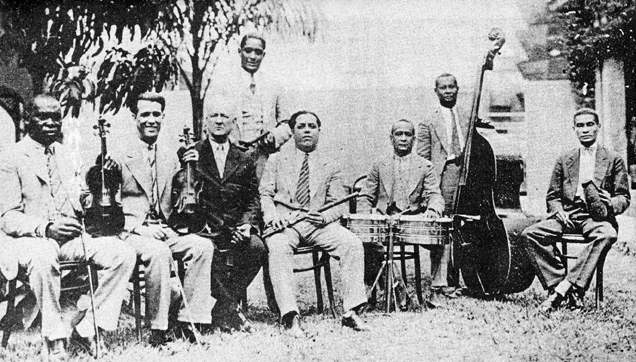
Orquesta Romeu
con il cantante Fernando Collazo, fine anni '20

Gli sviluppi successivi portarono ad una sincopazione della musica, creando generi come danzón-chá, nuevo ritmo, cha cha cha, pachanga e mambo. Negli anni quaranta, '50 e sessanta il danzón e le sue derivazioni erano molto popolari a Cuba, e le orchestre charangas suonavano tutti i giorni della settimana. Orquesta Aragón fu tra le più famose e le più dotate per molti anni, ma il danzón perse la sua popolarità e negli anni venne sostituito da altri balli. Tuttavia non ha mai cessato di influenzare la musica cubana, questo si riflette in molti generi musicali popolari come il latin jazz, la salsa cubana, il songo e la timba. I gruppi come i Los Van Van e l'Orquesta Revé derivano dalle charangas. Dalla ritmica e dagli arrangiamenti è difficile identificare gli influssi del danzón, infatti lo stile attuale è stato maggiormente influenzato dal son che dal danzón. L'aggiunta di ottoni come tromboni e trombe o le percussioni come le congas, portarono una gamma più ampia di musica.

## Danzón in Messico
Il danzón fu altresì popolare nel golfo del Messico, nello Stato di Veracruz, a causa della forte influenza cubana in quella regione. Più tardi il danzón si sviluppò anche a Città del Messico, specialmente nel famoso locale Salón México. Infatti è sopravvissuta come danza più a lungo che a Cuba. Ancora oggi è ballata in molte città messicane e nelle feste nazionali popolari. A causa della sua popolarità, il pezzo musicale di Arturo Márquez scritto nel 1994 e intitolato Danzón no. 2 è chiamato da molti "il secondo inno nazionale messicano".

## Stile e struttura
Il danzón è una musica elegante e virtuosa. Nella sua forma originale non aveva una parte cantata e non aveva nessun tipo di improvvisazione, a differenza degli altri generi di musica cubana.
La tipica struttura di un brano era la seguente:
- Un'introduzione o paseo (A), di 16 battute.
- Un tema o melodia principale (B), insieme al flauto, chiamata anche parte de (la) flauta.
- Si ripete il paseo (A).
- Un trio (C), insieme al violino, chiamata anche parte del violin.
- Finale che può essere sia standard, sia può essere ripetuta l'introduzione, sia una combinazione delle due.

Lo schema che si ottiene è ABAC o ABACA.
Un danzón-chá o danzón-mambo tipicamente aggiunge una quarta parte (D), in cui i solisti possono improvvisare. Lo schema diventa ABACD o, più comunemente ABACAD.

## Sezione Mambo
Nella musica afro-caraibica, mambo è una parte di un arrangiamento in un danzón. L'inizio dell'evoluzione di questa sezione dal montuno e attribuita a Machito e i suoi Afro-Cubans che introdussero nuovi strumenti tra gli ottoni e il sassofono presi in prestito dalle big band. Cachao introdusse nel danzón una nuova parte aperta per le improvvisazioni dei solisti e lo chiamò "nuevo ritmo", successivamente fu rinominato "mambo section".
Nel danzón, la sezione mambo è la parte finale di una canzone. Arcaño y sus Maravillas portò avanti e sviluppò quello che era stato introdotto da López.